# Liste des maires de Vitré
La liste des maires de Vitré présente la liste des maires de la commune française de Vitré, située dans le département d'Ille-et-Vilaine en région Bretagne.

## L'Hôtel de ville

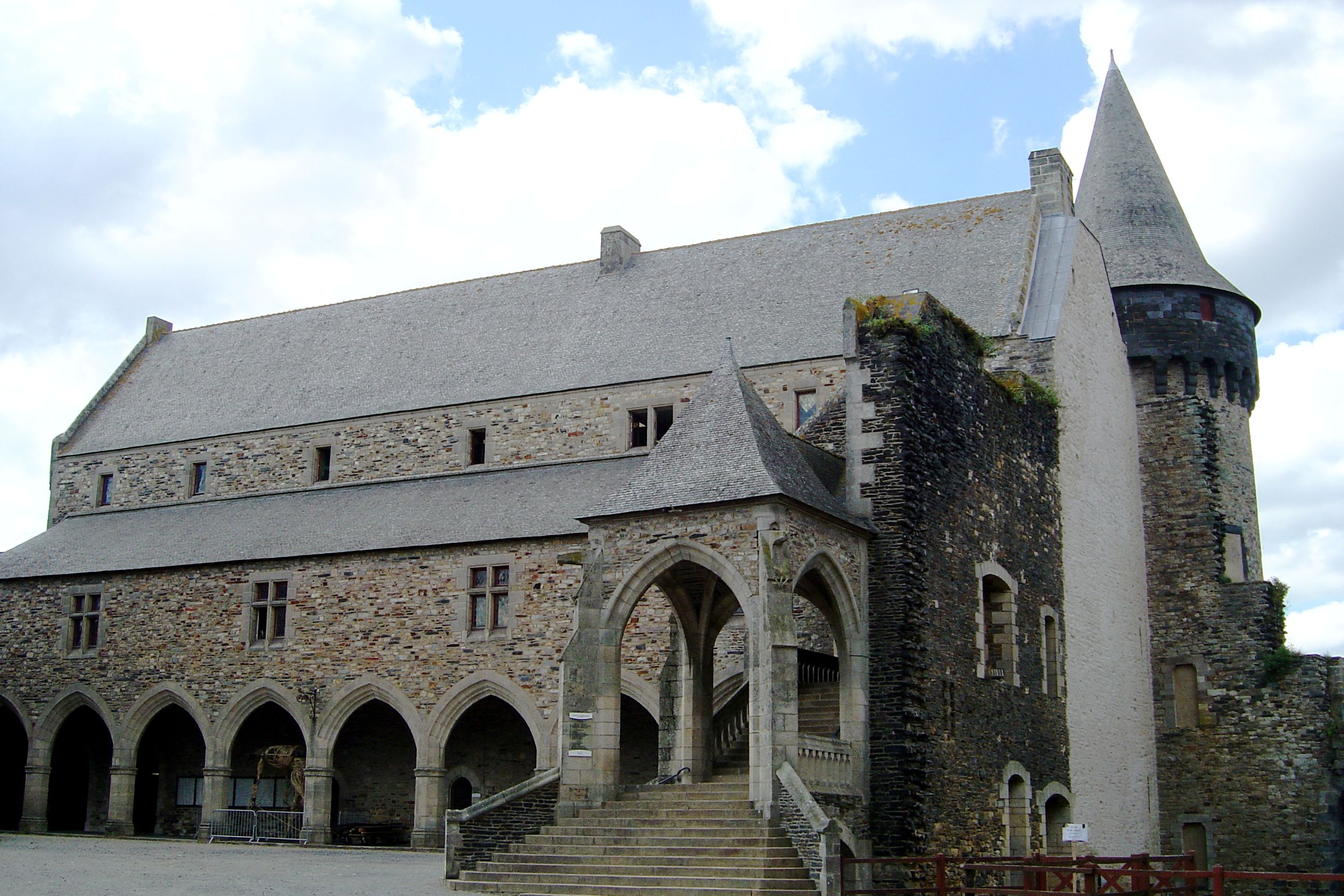
L'Hôtel de ville dans l'enceinte du château.

## Liste des maires

### Entre 1764 et 1944
| Période                                  | Période                   | Identité                                      | Étiquette          | Qualité |
| ---------------------------------------- | ------------------------- | --------------------------------------------- | ------------------ | --- |
| 1764                                     | 1766                      | Gilles Charles Le Maczon de Courcelles        |                    | Avocat au Parlement, procureur-syndic |
| Les données manquantes sont à compléter. |                           |                                               |                    | |
| ?                                        | 1780                      | M. de Gennes                                  |                    | |
| 1780                                     | 1790                      | Mathurin-François-Mathieu Hardy de La Largère |                    | Procureur du roi, syndic |
| 1792                                     | ?                         | Paul Alexis Thomas de la Plesse (1749-1836)   |                    | Avocat, baron d'Empire |
| Les données manquantes sont à compléter. |                           |                                               |                    | |
| vers 1815                                | ?                         | Augustin Mathurin Pierre Hardy de La Largère  |                    | |
| Les données manquantes sont à compléter. |                           |                                               |                    | |
| vers 1838                                | ?                         | Joseph Thomas de la Plesse                    | Opposition         | Avocat Député d'Ille-et-Vilaine (1838 → 1848) Conseiller général de Vitré-Est (1833 → 1848) Président du conseil général (1840 et 1841 → 1842)  |
| Les données manquantes sont à compléter. |                           |                                               |                    | |
| vers 1848                                | ?                         | M. Ruault de La Lande                         |                    | Médecin Conseiller général de Vitré-Est (1848 → 1852)                                                                                           |
| vers 1848                                | ?                         | François Duclos                               |                    | Médecin Conseiller général de Vitré-Est (1853 → 1855)                                                                                           |
| vers 1852                                | ?                         | Prosper Rubin                                 |                    | Propriétaire Conseiller général d'Argentré-du-Plessis (1852 → 1861)                                                                             |
| 1855                                     | 1863                      | Waldeck Lemoyne de La Borderie (1823-1903)    | Droite légitimiste | Propriétaire du château de la Bicheptière à Cornillé Conseiller général de Vitré-Ouest (1861 → 1903) Président du conseil général (1889 → 1892) |
| 2 août 1863                              | 1871                      | Paul-Joseph Thomas de la Plesse (1828-1888)   |                    | Magistrat Nommé maire par décret impérial |
| vers 1878                                | ?                         | Émile Félix Ragot (1838-1895)                 |                    | |
| Les données manquantes sont à compléter. |                           |                                               |                    | |
| mai 1896                                 | 19 mai 1929               | Georges Garreau                               | Républicain        | Avoué, conseiller honoraire à la Cour d'appel de Paris Sénateur d'Ille-et-Vilaine (1897 → 1906)                                                 |
| 19 mai 1929                              | 15 mars 1939, (démission) | Émile Ruellot                                 | Union Nationale    | Négociant, président de l'Union des industriels et commerçants vitréens                                                                         |
| 23 avril 1939                            | 6 juin 1944               | Marcel Rupied                                 | Conservateur       | Notaire Conseiller général de Vitré-Ouest (1922 → 1928 et 1934 → 1940) Président du conseil général (1937 → 1942)                               |
| Les données manquantes sont à compléter. |                           |                                               |                    | |

### Depuis 1944
Depuis la Libération, cinq maires se sont succédé à la tête de la commune.
| Période        | Période                      | Identité              | Étiquette                 | Qualité |
| -------------- | ---------------------------- | --------------------- | ------------------------- | --- |
| 5 août 1944    | 21 mars 1959                 | Marcel Rupied         | RPF puis CNIP             | Notaire Député d'Ille-et-Vilaine (1945 → 1946) Conseiller de la République (1948 → 1959) Conseiller général de Vitré-Ouest (1922 → 1928, 1934 → 1940 et 1945 → 1961) Président du conseil général (1937 → 1942 puis 1947 → 1961) |
| 21 mars 1959   | 5 août 1966 (décès)          | Louis Giroux          | DVD                       | Notaire, président de la chambre des notaires d'Ille-et-Vilaine Président de l'Amicale sportive de Vitré (1956 → 1966) |
| septembre 1966 | 20 mars 1977                 | René Crinon           | UDR puis RPR              | Chirurgien-dentiste, ancien officier de réserve Suppléant du député Henri Lassourd (1968 → 1973) |
| 20 mars 1977   | 25 mai 2020                  | Pierre Méhaignerie    | UDF-CDS puis UMP puis UDI | Ingénieur agronome Ministre de l'Agriculture (1977 → 1981) Ministre de l'Équipement, du Logement, de l'Aménagement du territoire et des Transports (1986 → 1988) Ministre de la Justice (1993 → 1995) Député d'Ille-et-Vilaine (3e circ.) (1973 → 1986) Député d'Ille-et-Vilaine (1986 → 1988) Député d'Ille-et-Vilaine (5e circ.) (1988 → 1993 puis 1995 → 2012) Conseiller général de Vitré-Est (1976 → 2001) Président du conseil général (1982 → 2001) Président de Vitré Communauté (2002 → 2020) |
| 25 mai 2020    | 3 juillet 2024               | Isabelle Le Callennec | LR                        | Cadre supérieur Députée d'Ille-et-Vilaine (5e circ.) (2012 → 2017) Députée européenne (2024 → ) Conseillère départementale de Vitré (2015 → 2021) Conseillère régionale de Bretagne (2021 → ) Présidente de Vitré Communauté (2020 → 2024) Démissionnaire à la suite de son élection comme députée européenne |
| 3 juillet 2024 | En cours (au 7 juillet 2024) | Pierre Léonardi       | DVD                       | Entrepreneur Adjoint au maire (2020 → 2024) |

## Biographies des maires

### Biographie du maire actuel
Pierre Léonardi (26 novembre 1981 - )
Entrepreneur et cofondateur d'une plateforme internet spécialisée dans l'achat et la vente de créations artisanales, il entre au conseil municipal en 2014 durant la dernière mandature de Pierre Méhaignerie. Réélu en 2020 avec la liste « Vitré au cœur » conduite par Isabelle Le Callennec, il devient troisième adjoint chargé du logement, de l'urbanisme et de la communication.
Lors des élections législatives de 2022, il est le suppléant du candidat LR Jonathan Houillot dans la 5e circonscription d'Ille-et-Vilaine mais celui-ci ne parvient pas à franchir le seuil du second tour.
À la suite de l'élection d'Isabelle Le Callennec au Parlement européen, il devient premier édile le 3 juillet 2024 par 29 voix contre 2 pour Erwann Rougier, conseiller d’opposition, et 2 votes blancs,. Dans les colonnes d'Ouest-France, il annonce sa volonté d'être la tête de liste de la majorité municipale lors des élections qui se tiendront en 2026.

### Biographies des anciens maires
Isabelle Le Callennec (14 octobre 1966 à Nantes - )
Ancienne responsable commerciale, elle devient en 1993 cheffe de cabinet puis assistante parlementaire de Pierre Méhaignerie, son mentor. Elle fait ses premiers pas politiques en 2008 en devenant conseillère municipale de Vitré et conseillère générale du canton de Vitré-Est, succédant à Joseph Prodhomme. Quatre ans plus tard, elle est élue députée de la 5e circonscription d’Ille-et-Vilaine en battant la socialiste Anne-Laure Loray.
En 2015, avec la création des conseils départementaux (qui succèdent aux conseils généraux), elle devient conseillère départementale du canton de Vitré en binôme avec le maire de Val-d'Izé, Thierry Travers. À cette occasion, elle devient la cheffe de file de l'opposition au sein de l'assemblée départementale. Candidate à sa réélection comme députée, elle est battue au second tour des élections législatives de 2017 par Christine Cloarec, candidate de La République en marche.
Fin 2019, elle annonce sa candidature à la mairie de Vitré à la tête d'une liste intitulée « Vitré au cœur » et le 15 mars 2020, elle est élue dès le premier tour, face à quatre autres listes, avec 55,62 % des voix. Lors du conseil municipal d'installation du 25 mai 2020, elle devient officiellement maire puis le 16 juillet de la même année, elle remporte la présidence de Vitré Communauté.
Lors des élections régionales de 2021, elle conduit aux niveaux régional et départemental la liste des Républicains « Hissons haut la Bretagne ». Aux deux tours de scrutin, elle arrive en deuxième position derrière la liste de la majorité socialiste sortante et obtient 14 sièges sur 83.
En juin 2024, en quatrième position sur la liste « La droite pour faire entendre la voix de la France en Europe » conduite par François-Xavier Bellamy, elle est élue députée européenne. Atteinte par le cumul des mandats, elle doit ainsi quitter ses fonctions de maire et présidente de l'intercommunalité.
Pierre Méhaignerie (4 mai 1939 à Balazé - )
Ingénieur agronome de profession, il est le fils d'Alexis Méhaignerie, député de Vitré entre 1945 et 1968. Candidat à la succession de celui-ci lors des élections législatives de 1968, il est défait par le candidat gaulliste Henri Lassourd, maire et conseiller général de La Guerche-de-Bretagne. Il tient sa revanche en 1973 en battant largement le sortant UDR et sera réélu huit fois député et ce, dès le premier tour.
En 1976, après la démission de Jean-François Deniau, il fait son entrée au gouvernement en devenant secrétaire d'État auprès du ministre de l'Agriculture puis ministre de l'Agriculture sous les gouvernements Chirac et Barre I, II et III. Après la victoire de la gauche en 1981, il retourne siéger sur les bancs de l'Assemblée nationale, dans l'opposition, et l'année suivante, il est élu président du Centre des démocrates sociaux (CDS), une des composantes de l'UDF. En 1986, avec l'élection des députés au scrutin proportionnel départemental à un seul tour, il dirige la liste CDS-PR « Entreprendre et réussir l'Ille-et-Vilaine » qui arrive en tête et obtient trois sièges sur les sept en jeu. Devenu ministre de l'Équipement, du Logement et de l'Aménagement du territoire du gouvernement Chirac II, il est remplacé par le suivant de liste, René Couanau.
En parallèle, il devient une figure départementale et régionale importante. L'année de son entrée au gouvernement Chirac I, il est élu conseiller général du canton de Vitré-Est puis un an plus tard, il succède à René Crinon à la mairie de Vitré. En 1982, il est porté à la présidence du conseil général d'Ille-et-Vilaine, succédant au RPR François Le Douarec, et restera à la tête du département jusqu'en 2001.
Après la large victoire de l'opposition RPR-UDF aux législatives de 1993, il intègre le gouvernement Édouard Balladur et devient garde des Sceaux, ministre de la Justice avec le titre de ministre d'État. Il quitte ses fonctions le 11 mai 1995 avec la démission du gouvernement et retrouve son siège au Palais Bourbon lors de l'élection législative partielle organisée le 18 juin de la même année, où il recueille 71,45 % des suffrages exprimés, très loin devant le candidat socialiste Denis Stalder.
Réélu député en mai 1997 et maire de Vitré en mars 2001, pour la quatrième fois, il fait partie des membres fondateurs de l'Union pour un mouvement populaire. Il en est le secrétaire général entre 2004 et 2007.
En 2012, il n'est pas candidat à la députation et adoube Isabelle Le Callennec, son assistante parlementaire, comme successeur. Cette dernière est alors élue. Il met fin à sa carrière politique en 2020 en annonçant qu'il ne se représente pas aux municipales. Là aussi, c'est Isabelle Le Callennec qui lui succède. Le 16 juillet 2020, elle devient par ailleurs présidente de Vitré Communauté, intercommunalité dont il fut le président-fondateur.
René Crinon (18 mai 1921 à Metz - 16 mars 1990 à Vitré)
Élu maire de Vitré en 1966 sous l'étiquette UDR, René Crinon était dentiste et suppléant du député Henri Lassourd au cours de la IVe législature. Lors des élections municipales de 1977, il est battu par le centriste Pierre Méhaignerie, qui parvient à élire l'intégralité de sa liste.
Un boulevard de la commune porte son nom.
Louis Giroux (1915 - 5 août 1966 à Vitré)
Notaire et président de la chambre des notaires d'Ille-et-Vilaine, il est premier édile du 21 mars 1959 au 5 août 1966, date de sa mort accidentelle.
Il a donné son nom à un boulevard de la ville.
Marcel Rupied (2 octobre 1880 à Châtellerault - 20 avril 1967 à Vitré)
Conseiller général de Vitré-Ouest dès 1922, il est membre de l'assemblée départementale à trois reprises. En 1937, il est élu une première fois président du conseil général et ce, jusqu'en 1942. Deux ans après la fin de la guerre, il retrouve son siège et le conserve jusqu'en 1961, année où Robert de Toulouse-Lautrec lui succède.
En 1935, il entre au conseil municipal de Vitré et quatre ans plus tard, il est désigné maire. S'il est destitué à la Libération, il retrouve ses fonctions de premier édile en mai 1945. La même année, il est candidat tête de liste du PRL à l'Assemblée constituante pour le département d'Ille-et-Vilaine et est élu député.
Il devient sénateur (anciennement conseiller de la République) en 1948 sous l'étiquette RPF et est réélu en 1955. Avec l'avènement de la Ve République, il est candidat aux sénatoriales de 1959 mais ne parvient pas à se faire élire. À cette date, il quitte aussi ses fonctions de maire, après sa défaite aux élections municipales : le modéré Louis Giroux lui succède.
Licencié en droit, il exerçait la profession de notaire.
Émile Ruellot
Négociant et président de l'Union des industriels et commerçants vitréens, fondée par Jean Choleau en 1911, il est élu maire le 19 mai 1929. Réélu en mai 1935, il présente sa démission le 15 mars 1939 pour raisons de santé. Celle-ci est alors acceptée par le préfet d'Ille-et-Vilaine. Son premier adjoint Léon Chérel assura l'intérim jusqu'à l'élection de Marcel Rupied par le conseil municipal.

## Conseil municipal actuel
Les 33 sièges composant le conseil municipal de Vitré ont été pourvus le 15 mars 2020 à l'issue du premier tour de scrutin. Actuellement, il est réparti comme suit : 

## Résultats des élections municipales

### Élection municipale de 2020
À cause de la pandémie de Covid-19, les conseils municipaux d'installation (dans les communes pourvues au premier tour) n'ont pu avoir lieu dans les délais habituels. Un décret publié au JORF du 15 mai 2020 en a ainsi fixé la tenue entre les 23 et 28 mai. À Vitré, il a eu lieu le 25 mai 2020.
|                                | Isabelle Le Callennec | LR (*)         | 3 671  | 55,62  | 27 | 13 |  |  |
| Vitré au cœur                  |                       |                | 3 671  | 55,62  | 27 | 13 |  |  |
|                                | Erwann Rougier        | G.s-EÉLV-PS-FI | 1 085  | 16,44  | 2  | 1  |  |  |
| Vitré, solidaire et écologique |                       |                | 1 085  | 16,44  | 2  | 1  |  |  |
|                                | Marie-Cécile Duchesne | UDI (*)        | 891    | 13,50  | 2  | 1  |  |  |
| Ensemble pour Vitré            |                       |                | 891    | 13,50  | 2  | 1  |  |  |
|                                | Nicolas Kerdraon      | ECO            | 782    | 11,85  | 2  | 1  |  |  |
| Avec Vitré                     |                       |                | 782    | 11,85  | 2  | 1  |  |  |
|                                | Hubert Sevin          | RN             | 170    | 2,57   |    |    |  |  |
| Rassemblement pour Vitré       |                       |                | 170    | 2,57   |    |    |  |  |
|                                |                       |                |        |        |    |    |  |  |
| Inscrits                       | Inscrits              | Inscrits       | 13 633 | 100,00 |    |    |  |  |
| Abstentions                    | Abstentions           | Abstentions    | 6 901  | 50,62  |    |    |  |  |
| Votants                        | Votants               | Votants        | 6 732  | 49,38  |    |    |  |  |
| Blancs                         | Blancs                | Blancs         | 24     | 0,36   |    |    |  |  |
| Nuls                           | Nuls                  | Nuls           | 109    | 1,62   |    |    |  |  |
| Exprimés                       | Exprimés              | Exprimés       | 6 599  | 98,02  |    |    |  |  |

### Élection municipale de 2014
|                                    | Pierre Méhaignerie * | UDI-UMP             | 5 639  | 76,23  | 29 | 14 |  |  |
| Vitré responsable et entreprenante |                      |                     | 5 639  | 76,23  | 29 | 14 |  |  |
|                                    | Hervé Utard          | PS-PRG-EÉLV-PCF-UDB | 1 758  | 23,76  | 4  | 2  |  |  |
| Osez l'avenir                      |                      |                     | 1 758  | 23,76  | 4  | 2  |  |  |
|                                    |                      |                     |        |        |    |    |  |  |
| Inscrits                           | Inscrits             | Inscrits            | 12 910 | 100,00 |    |    |  |  |
| Abstentions                        | Abstentions          | Abstentions         | 5 149  | 39,88  |    |    |  |  |
| Votants                            | Votants              | Votants             | 7 761  | 60,12  |    |    |  |  |
| Blancs et nuls                     | Blancs et nuls       | Blancs et nuls      | 364    | 4,69   |    |    |  |  |
| Exprimés                           | Exprimés             | Exprimés            | 7 397  | 95,31  |    |    |  |  |
| * Liste du maire sortant           |                      |                     |        |        |    |    |  |  |

### Élection municipale de 2008
|                                                                | Pierre Méhaignerie * | UMP-DVD           | 4 617  | 62,36  | 27 |  |  |  |
| Vitré : une grande « petite » ville prospère et solidaire      |                      |                   | 4 617  | 62,36  | 27 |  |  |  |
|                                                                | Noëlle Tireau        | PS                | 1 724  | 23,28  | 4  |  |  |  |
| Vitré : Cap à gauche ! Pour une démocratie locale et solidaire |                      |                   | 1 724  | 23,28  | 4  |  |  |  |
|                                                                | Pierrick Morin       | Verts-PCF-PRG-UDB | 1 063  | 14,36  | 2  |  |  |  |
| Viva ! Vivre Vitré autrement                                   |                      |                   | 1 063  | 14,36  | 2  |  |  |  |
|                                                                |                      |                   |        |        |    |  |  |  |
| Inscrits                                                       | Inscrits             | Inscrits          | 12 056 | 100,00 |    |  |  |  |
| Abstentions                                                    | Abstentions          | Abstentions       | 4 391  | 36,42  |    |  |  |  |
| Votants                                                        | Votants              | Votants           | 7 665  | 63,58  |    |  |  |  |
| Blancs ou nuls                                                 | Blancs ou nuls       | Blancs ou nuls    | 261    | 3,41   |    |  |  |  |
| Exprimés                                                       | Exprimés             | Exprimés          | 7 404  | 96,59  |    |  |  |  |
| * Liste du maire sortant                                       |                      |                   |        |        |    |  |  |  |

### Élection municipale de 2001
|                                                               | Pierre Méhaignerie * | UDF-DVD        | 4 468  | 65,90  | 28 |  |  |  |
| Vitré, une ville à taille humaine, entreprenante et solidaire |                      |                | 4 468  | 65,90  | 28 |  |  |  |
|                                                               | Marin Tireau         | PS             | 1 590  | 23,45  | 4  |  |  |  |
| Pour Vitré, le progrès partagé                                |                      |                | 1 590  | 23,45  | 4  |  |  |  |
|                                                               | Pierrick Morin       | DVG-LV         | 722    | 10,65  | 1  |  |  |  |
| Vitré An 2001, par et pour le citoyen                         |                      |                | 722    | 10,65  | 1  |  |  |  |
|                                                               |                      |                |        |        |    |  |  |  |
| Inscrits                                                      | Inscrits             | Inscrits       | 11 423 | 100,00 |    |  |  |  |
| Abstentions                                                   | Abstentions          | Abstentions    | 4 283  | 37,49  |    |  |  |  |
| Votants                                                       | Votants              | Votants        | 7 140  | 62,51  |    |  |  |  |
| Blancs ou nuls                                                | Blancs ou nuls       | Blancs ou nuls | 360    | 5,04   |    |  |  |  |
| Exprimés                                                      | Exprimés             | Exprimés       | 6 780  | 94,96  |    |  |  |  |
| * Liste du maire sortant                                      |                      |                |        |        |    |  |  |  |

### Élection municipale de 1995
|                                                      | Pierre Méhaignerie * | UDF-CDS        | 4 290  | 65,31  | 28 |  |  |  |
| Vitré : solidaire, conviviale, prospère              |                      |                | 4 290  | 65,31  | 28 |  |  |  |
|                                                      | Jacques Crochet      | PS             | 1 845  | 28,09  | 4  |  |  |  |
| Union des forces de gauche pour la démocratie locale |                      |                | 1 845  | 28,09  | 4  |  |  |  |
|                                                      | Marcel Lacour        | Écologiste     | 434    | 6,61   | 1  |  |  |  |
| Vivre à Vitré                                        |                      |                | 434    | 6,61   | 1  |  |  |  |
|                                                      |                      |                |        |        |    |  |  |  |
| Inscrits                                             | Inscrits             | Inscrits       | 10 975 | 100,00 |    |  |  |  |
| Abstentions                                          | Abstentions          | Abstentions    | 4 078  | 37,16  |    |  |  |  |
| Votants                                              | Votants              | Votants        | 6 897  | 62,84  |    |  |  |  |
| Blancs ou nuls                                       | Blancs ou nuls       | Blancs ou nuls | 328    | 4,75   |    |  |  |  |
| Exprimés                                             | Exprimés             | Exprimés       | 6 569  | 95,24  |    |  |  |  |
| * Liste du maire sortant                             |                      |                |        |        |    |  |  |  |

### Élection municipale de 1989
|                                                          | Pierre Méhaignerie * | CDS-RPR     | 4 683 | 68,46  | 29 |  |  |  |
| Avec vous, avec nous, embellir la ville, embellir la vie |                      |             | 4 683 | 68,46  | 29 |  |  |  |
|                                                          | Jacques Crochet      | PS-PCF      | 1 524 | 22,28  | 3  |  |  |  |
| Union des forces de gauche pour Vitré                    |                      |             | 1 524 | 22,28  | 3  |  |  |  |
|                                                          | Marcel Lacour        | LV          | 633   | 9,25   | 1  |  |  |  |
| Liste verte                                              |                      |             | 633   | 9,25   | 1  |  |  |  |
|                                                          |                      |             |       |        |    |  |  |  |
| Inscrits                                                 | Inscrits             | Inscrits    | 9 626 | 100,00 |    |  |  |  |
| Abstentions                                              | Abstentions          | Abstentions | 2 458 | 25,53  |    |  |  |  |
| Votants                                                  | Votants              | Votants     | 7 168 | 74,46  |    |  |  |  |
| Nuls                                                     | Nuls                 | Nuls        | 328   | 3,41   |    |  |  |  |
| Exprimés                                                 | Exprimés             | Exprimés    | 6 840 | 71,06  |    |  |  |  |
| * Liste du maire sortant                                 |                      |             |       |        |    |  |  |  |

### Élection municipale de 1983
|                                              | Pierre Méhaignerie * | CDS         | 4 973 | 75,09  | 29 |  |  |  |
| Initiative et développement pour Vitré       |                      |             | 4 973 | 75,09  | 29 |  |  |  |
|                                              | Jacques Crochet      | PS          | 1 650 | 24,91  | 4  |  |  |  |
| Union de la gauche pour la démocratie locale |                      |             | 1 650 | 24,91  | 4  |  |  |  |
|                                              |                      |             |       |        |    |  |  |  |
| Inscrits                                     | Inscrits             | Inscrits    | 8 681 | 100,00 |    |  |  |  |
| Abstentions                                  | Abstentions          | Abstentions | 1 836 | 21,15  |    |  |  |  |
| Votants                                      | Votants              | Votants     | 6 845 | 78,85  |    |  |  |  |
| Nuls                                         | Nuls                 | Nuls        | 222   | 2,56   |    |  |  |  |
| Exprimés                                     | Exprimés             | Exprimés    | 6 623 | 76,29  |    |  |  |  |
| * Liste du maire sortant                     |                      |             |       |        |    |  |  |  |